# Våkenatt
Våkenatt es el segundo y último álbum de estudio de la banda Bridges. Fue grabado entre diciembre de 1980 y enero de 1981 pero nunca llegó a ser publicado inicialmente debido a la disolución de la banda en verano de 1981. Posteriormente Pål Waaktaar y Magne Furuholmen junto con Morten Harket formaron la banda A-ha.
El álbum fue finalmente publicado 37 años después de su grabación, el 15 de agosto de 2018 por el museo nacional de música popular de Noruega, Rockheim, que editó una edición limitada en vinilo presentado en una caja contenedora con un libreto de 16 páginas. Posteriormente fue reeditado en CD, LP y en formato digital por Korova Records (Warner Music UK Limited) el 20 de noviembre de 2020.

## Lista de canciones
Todas las canciones escritas y compuestas por Bridges. 
| N.º   | Título                                     | Duración |  |
| 1.    | «Fakkeltog»                                | 9:34     |  |
| 2.    | «The Leap»                                 | 2:45     |  |
| 3.    | «Soft Rains of April»                      | 3:38     |  |
| 4.    | «Waterworks»                               | 4:22     |  |
| 5.    | «All the Planes that Come in on the Quiet» | 4:37     |  |
| 6.    | «Asleep»                                   | 3:08     |  |
| 7.    | «Superior»                                 | 2:56     |  |
| 8.    | «Faceless City»                            | 2:32     |  |
| 9.    | «Need no Doctor»                           | 2:16     |  |
| 10.   | «Wildfire»                                 | 4:08     |  |
| 39:56 |                                            |          |  |

La edición LP contiene las mismas canciones divididas en ambas caras del vinilo. La cara A contiene las pistas 1-4 y la cara B las pistas 5-10.

## Realización
Bridges:
- Pål Waaktaar: voz y guitarra.
- Magne Furuholmen: teclado.
- Viggo Bondi: bajo.
- Øystein Jevanord: batería.

Grabado en los estudios Sound Art Studio, Oslo, entre diciembre de 1980 y enero de 1981.
Producido por Svein Erichsen. Técnico de grabación: Espen Randbøl.
Mezclado por Chuck Zwicky y Pål Waaktaar. Ingeniero de mezcla: Chuck Zwicky. Masterizado por Joe Lambert.
Ilustraciones de portada y libreto de Terje Bjørnsen. Diseño gráfico: Tom Korsvold.
- Datos: Q61080913